# Dénes Géza
Dénes Géza (Orosháza, 1925. október 28. – Budapest, 2009. október 31.) magyar biokémikus, enzimológus, molekuláris biológus, a biológiai tudományok doktora, a Magyar Tudományos Akadémia rendes tagja. Főbb kutatásai az anyagcsere-szabályozás molekuláris és sejtszintű biokémiai folyamatainak megértésére irányultak, jelentős eredményeket ért el az enzimszintézis szabályozómechanizmusának feltárásában.

## Életútja
Középiskoláit az aszódi Petőfi Sándor Gimnáziumban végezte el. 1945-ben beiratkozott a Szegedi Tudományegyetem orvosi karára, ezzel párhuzamosan 1949-ig az egyetemi mikrobiológiai intézet gyakornoka volt. Szegedi tanulmányait nem fejezte be, amikor 1949-ben a fővárosba ment, hogy Straub F. Brunó meghívására a Budapesti Orvostudományi Egyetemen (BOTE) akkor alakult Orvosi Vegytani Intézetben gyakornokoskodjon. Ezzel párhuzamosan a BOTE-n folytatta Szegeden megkezdett orvosi tanulmányait, s végül 1954-ben szerezte meg általános orvosi oklevelét. Ettől az évtől már tanársegédként végezte a kutató- és oktatómunkát, 1957-től adjunktusi, 1964-től 1970-ig docensi címmel dolgozott a budapesti orvosegyetem – 1969 utáni nevén Semmelweis Orvostudományi Egyetem – Orvosi Vegytani Intézetében. Időközben 1961–1962-ben a Harvard Egyetem, 1969–1970-ben a Montanai Állami Egyetem (MSU) vendégprofesszora volt. 1970-ben orvosegyetemi katedrájától megvált, s átkerült az MTA Szegedi Biológiai Központ, közreműködésével létrejött budapesti Biokémiai Intézetébe, ahol a farmako-biokémiai és mikrobiológiai fiziológiai osztály vezetését bízták rá, egyúttal az intézet igazgatóhelyettesi feladatait is ellátta. 1979-ben az általa irányított osztály az MTA Központi Kémiai Kutatóintézet – 1998 után MTA Kémiai Kutatóközpont – szervezeti egysége lett, Dénes is itt folytatta osztályvezetői munkáját. Nyugdíjazását követően tudományos tanácsadói státusban támogatta az intézetben folyó kutatómunkát.

## Munkássága
Pályája elején főleg sejtélettani kérdésekkel, mikroorganizmusok és eukarióták sejtműködésének molekuláris mechanizmusával foglalkozott. Ezek a vizsgálatok vezettek el a munkásságának meghatározó vonulatát alkotó, az enzimszintézis folyamatára, az enzimaktivitás (motilitás) és a sejtszintű anyagcsere szabályozómechanizmusaira irányuló kutatásokhoz. Különösen jelentős eredményeket ért el a bakteriális eredetű, illetve az alloszterikus enzimek aktivitásszabályozó mechanizmusának felderítése során. Behatóan vizsgálta a kólibaktérium szénhidrát-anyagcseréjéért felelős enzimek szabályozását, s megfigyelte az enzimszintézisben szerepet játszó glükóz indukciógátló hatását (katabolit represszió), illetve összefüggésbe hozta a sejtszaporodással. Vizsgálta mikroorganizmusok pirimidin-anyagcseréjét, valamint az aminosav-bioszintézisükben részt vevő enzimek genetikai, illetve sejtélettani szabályozómechanizmusait.

### Szervezeti tagságai és elismerései
1973-ban a Magyar Tudományos Akadémia levelező, 1995-ben rendes tagjává választották. 1986-tól 1990-ig a Magyar Biokémiai Egyesület elnöke volt.
Az enzimszintézisre, valamint az enzimaktivitás szabályozására vonatkozó kutatásaiért 1967-ben megkapta az Akadémiai Díj első fokozatát.

### Főbb művei
- Enzyme repression as the control mechanism in the synthesis of induced β-galactosidase.  Nature,  188. sz. (1960)
- Chemical structure and biochemical transformation of pyrimidine derivatives. In  Bio-organic heterocycles: Synthetic, physical organic and pharmacological aspects. Ed. by H. C. van der Plas et al. Budapest: Akadémiai. 1984.   115–140. o.